# Фолькмар
Фолькмар (нім. Folcmar; д/н — 18 липня 969) — 11-й архієпископ Кельна в 965—969 роках.

## Життєпис
Походив з саксонського остфальського шляхетського роду. Ймовірно був молодшим сином Фрідріха II, графа Гарцгау. Замолоду був призначений для церковної служби, здобувши відповідну освіту. Послідовно обіймав посади каноніка соборів в Гільдесгаймі й Кельні, пробста в Бонні.
Стає одним з наближених священників до кельнського архієпископа Бруно. Після смерті останнього наприкінці 965 року Фолькмар обирається новим очільником Кельнської єпархії. Зберігав вірність імператорові Оттону I, підтримуючи того в церковних і світських справах. Помер 969 року.